# Chastellux-sur-Cure
Pour les articles homonymes, voir Chastellux.
Chastellux-sur-Cure [ʃatly syʁ kyʁ] est une commune française située dans le département de l'Yonne en région Bourgogne-Franche-Comté.

## Géographie
La commune de Chastellux-sur-Cure est située dans le massif du Morvan, à proximité de l'ancienne frontière entre la Bourgogne-Franche-Comté et la France. Elle est à 15 km au sud d'Avallon et à 13 km à l'ouest de Quarré-les-Tombes.

### Lieux-dits[1]
- Champ renard ;
- la Garenne des Couées ;
- la Garenne du Pavé ;
- les Garennes.

### Climat
Pour des articles plus généraux, voir Climat de la Bourgogne-Franche-Comté et Climat de l'Yonne.
En 2010, le climat de la commune est de type climat des marges montargnardes, selon une étude du Centre national de la recherche scientifique s'appuyant sur une série de données couvrant la période 1971-2000. En 2020, Météo-France publie une typologie des climats de la France métropolitaine dans laquelle la commune est exposée à un climat océanique altéré et est dans la région climatique  Lorraine, plateau de Langres, Morvan, caractérisée par un hiver rude (1,5 °C), des vents modérés et des brouillards fréquents en automne et hiver. 
Pour la période 1971-2000, la température annuelle moyenne est de 10,2 °C, avec une amplitude thermique annuelle de 16 °C. Le cumul annuel moyen de précipitations est de 1 021 mm, avec 13,2 jours de précipitations en janvier et 8,9 jours en juillet. Pour la période 1991-2020, la température moyenne annuelle observée sur la station météorologique de Météo-France la plus proche, « Lormes_sapc », sur la commune de Lormes à 12 km à vol d'oiseau, est de 11,2 °C et le cumul annuel moyen de précipitations est de 1 071,3 mm. 
La température maximale relevée sur cette station est de 40,7 °C, atteinte le 25 juillet 2019 ; la température minimale est de −18,1 °C, atteinte le 12 janvier 1987,,. 
Les paramètres climatiques de la commune ont été estimés pour le milieu du siècle (2041-2070) selon différents scénarios d'émission de gaz à effet de serre à partir des nouvelles projections climatiques de référence DRIAS-2020. Ils sont consultables sur un site dédié publié par Météo-France en novembre 2022.

## Urbanisme

### Typologie
Au 1er janvier 2024, Chastellux-sur-Cure est catégorisée commune rurale à habitat très dispersé, selon la nouvelle grille communale de densité à sept niveaux définie par l'Insee en 2022.
Elle est située hors unité urbaine. Par ailleurs la commune fait partie de l'aire d'attraction d'Avallon, dont elle est une commune de la couronne,. Cette aire, qui regroupe 74 communes, est catégorisée dans les aires de moins de 50 000 habitants,.

### Occupation des sols
L'occupation des sols de la commune, telle qu'elle ressort de la base de données européenne d’occupation biophysique des sols Corine Land Cover (CLC), est marquée par l'importance des territoires agricoles (74,2 % en 2018), une proportion identique à celle de 1990 (74,2 %). La répartition détaillée en 2018 est la suivante : 
prairies (58,5 %), forêts (24,6 %), zones agricoles hétérogènes (11,6 %), terres arables (4,1 %), eaux continentales (1,2 %). L'évolution de l’occupation des sols de la commune et de ses infrastructures peut être observée sur les différentes représentations cartographiques du territoire : la carte de Cassini (XVIIIe siècle), la carte d'état-major (1820-1866) et les cartes ou photos aériennes de l'IGN pour la période actuelle (1950 à aujourd'hui).

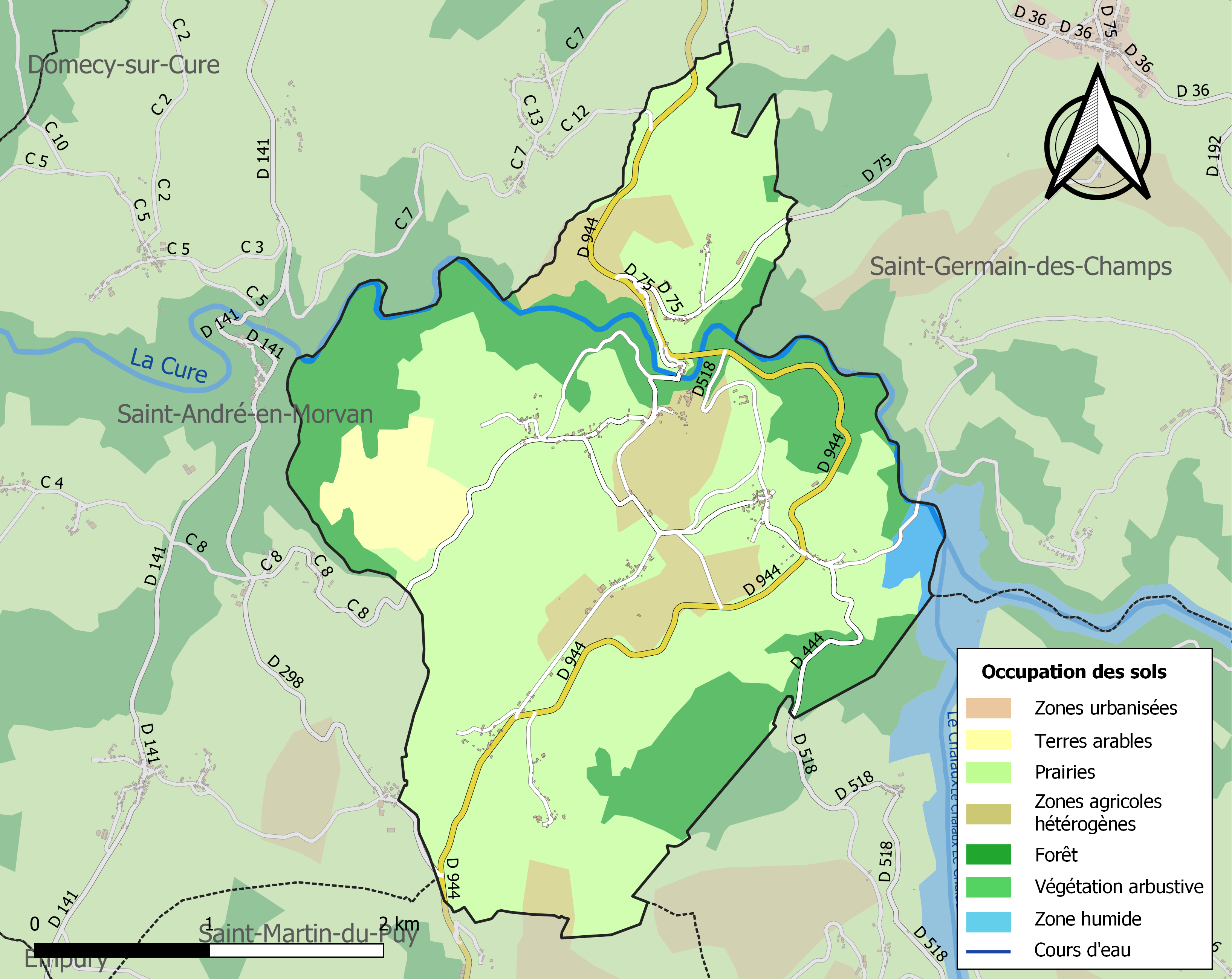
Carte des infrastructures et de l'occupation des sols de la commune en 2018 (CLC).

## Géologie
« Le sol de la commune de Chastellux est composé de granite et de gneiss. Ce granite est de couleur grisâtre, quelquefois rose, presque toujours mélangé de parties noires dues à des paillettes très semées de mica. Il constitue, la plupart, des roches abruptes qui bordent la Cure et imprime à toute la contrée l'aspect sauvage et pittoresque qui la caractérise. Le gneiss se montre également sur plusieurs points autour du village, notamment sur la colline qui s'élève au sud de Chastellux ; il se décompose facilement et donne une terre sèche à mica  bronzé. Les bords de la Cure offrent, près de Chastellux, sur une étendue de plus de quatre cents mètres, des escarpements de porphyre ; la roche est grise et renferme en abondance du quartz et du mica »

## Histoire
Son nom vient du latin Castrum Lucii.
Le site de Caylus (Aveyron) était aussi décrit ainsi en termes latins. Comme pour Chastellux, il s'agit d'un site naturellement « fort » utilisé dès avant les Romains et « renforcé » par les Gaulois, les Romains, les Burgondes puis les Francs et enfin les Français au cours des siècles.
Au siècle dernier, certains traduisaient « Castrum Lucii » par « château de la lumière » (« lux, lucis » = lumière).
Nous savons aujourd'hui que Luc était le nom gaulois désignant un bois sacré.
Chastellux (Yonne) et Caylus (Tarn-et-Garonne) procèdent de la même étymologie.
Il s'agirait donc d'un camp retranché (castrum) situé dans un bois sacré.
Dans les deux cas, au XIe siècle, le lieu fut fondateur d'une famille féodale éponyme très puissante.
Le village de Chastellux ne fut érigé en paroisse qu'en 1677 et eut Lazare-André Bocquillot pour premier curé.
Pierre de Castro-Lucius (Castro-Lucii, de Chastelux) [Chastellux-sur-Cure, près de Vézelay] devint abbé [peut-être de l'abbaye Saint-Serge-et-Bacchus à Angers ?], le chapitre général établit un document à ce propos en l’an 1320, dont il fit envoyer une copie en l’an 1321 aux moines du prieuré de Saint-André de Tywardrach, dépendant de son monastère. Tywardreath en Cornwall, dont St Andrew est le patron, est un "alien-priory" de Saint-Serge-et-Bacchus à Angers.
[Source : GALLICA - Revue des sociétés savantes de la France et de l'étranger / publiée sous les auspices du Ministère de l'instruction, Cinquième Série, Tome II, Année 1870, 2e semestre, p. 385, Imp. Nationale, Paris, MDCCCLXXI (1871).
39. Petrus de Castro-Lucii (de Chastelux), abbas factus, capitulum generale celebravit an. 1320, in quo multa pie religioseque constituta sunt, quorum exemplar ad monachos prioratus Sancti Andreae de Tywardrach a suo monasterio dependentes, mitti curavit, perepiscopum dioecesanum qui tunc Lutetiae aderat; imprimis ut, singulis diebus, missa matutinalis de B. M. cantaretur, sicut in ecclesia abbatiali cantari solitum erat, et silentium, locis et horis consuetis, juxta reguiam servaretur. Diem clausit extremum an. 1321.]
Seigneurie de la famille de Chastellux.
Au cours de la Révolution française, la commune, qui portait le nom de Chastellux, fut renommée Pont-sur-Cure.
Le comte César Laurent de Chastellux (1780-1854) fit construire près du pont un ensemble de bâtiments manufacturiers : un moulin à blé, une féculerie, un moulin à tan, une scierie mécanique et une tuilerie. « Le mauvais vouloir, la routine, la paresse et la défiance tarirent bientôt une source réelle de richesse, ou au moins de bien-être pour la contrée ». Le 13 décembre 1850, tout est détruit dans un violent incendie.
En 1892, la commune de Chastellux se voit renommée Chastellux-sur-Cure.

## Politique et administration
| Période                                  | Période  | Identité                     | Étiquette | Qualité                                                       |
| ---------------------------------------- | -------- | ---------------------------- | --------- | ------------------------------------------------------------- |
| 1848                                     |          | Marquis Amédée de Chastellux |           | Conseiller général du Canton de Quarré-les-Tombes (1856-1857) |
| Les données manquantes sont à compléter. |          |                              |           |                                                               |
| 1900                                     | 1908     | Auguste Duban                |           |                                                               |
| 1908                                     | 1912     | Jean Laporte                 |           |                                                               |
| 1912                                     | 1919     | Alexandre Grasset            |           |                                                               |
| 1919                                     | 1927     | Louis Montraisin             |           |                                                               |
| 1927                                     | 1929     | Marcel Roy                   |           |                                                               |
| 1929                                     | 1953     | Olivier de Chastellux        |           | 3e duc de Rauzan-Duras Sylviculteur                           |
| 1953                                     | 1965     | Gaston Rappeneau             |           |                                                               |
| 1965                                     | 1995     | Jean Paillard                |           |                                                               |
| 1995                                     | 2008     | Claude Thiéblot              |           |                                                               |
| 2008                                     | en cours | Gérard Paillard              | DVG       |                                                               |

## Démographie
L'évolution du nombre d'habitants est connue à travers les recensements de la population effectués dans la commune depuis 1793. Pour les communes de moins de 10 000 habitants, une enquête de recensement portant sur toute la population est réalisée tous les cinq ans, les populations de référence des années intermédiaires étant quant à elles estimées par interpolation ou extrapolation. Pour la commune, le premier recensement exhaustif entrant dans le cadre du nouveau dispositif a été réalisé en 2006.

En 2022, la commune comptait 131 habitants, en évolution de −2,96 % par rapport à 2016 (Yonne : −1,95 %, France hors Mayotte : +2,11 %).
| 1793 | 1800 | 1806 | 1821 | 1831 | 1836 | 1841 | 1846 | 1851 |
| ---- | ---- | ---- | ---- | ---- | ---- | ---- | ---- | ---- |
| 485  | 486  | 497  | 568  | 648  | 664  | 712  | 749  | 726  |

| 1856 | 1861 | 1866 | 1872 | 1876 | 1881 | 1886 | 1891 | 1896 |
| ---- | ---- | ---- | ---- | ---- | ---- | ---- | ---- | ---- |
| 706  | 617  | 626  | 626  | 622  | 580  | 561  | 552  | 572  |

| 1901 | 1906 | 1911 | 1921 | 1926 | 1931 | 1936 | 1946 | 1954 |
| ---- | ---- | ---- | ---- | ---- | ---- | ---- | ---- | ---- |
| 519  | 528  | 457  | 389  | 383  | 655  | 341  | 308  | 242  |

| 1962 | 1968 | 1975 | 1982 | 1990 | 1999 | 2006 | 2011 | 2016 |
| ---- | ---- | ---- | ---- | ---- | ---- | ---- | ---- | ---- |
| 214  | 187  | 159  | 171  | 159  | 141  | 159  | 149  | 135  |

| 2021 | 2022 | - | - | - | - | - | - | - |
| ---- | ---- | - | - | - | - | - | - | - |
| 133  | 131  | - | - | - | - | - | - | - |

## Économie
Les ressources sont la culture des terres, l'élevage et l'exploitation des bois.

## Monuments
- Château de Chastellux, XIe - XIIIe - XVe et XIXe siècle, propriété privée ouverte à la visite ;
- église Saint-Germain (XIVe), ancienne chapelle castrale, sise dans la cour du château ;
- mairie, au lieu-dit la Rue Chenot ;
- Monuments aux morts (XXe), rue de la Croix-Blanche ;
- pont (XIXe), au lieu-dit le Pont.

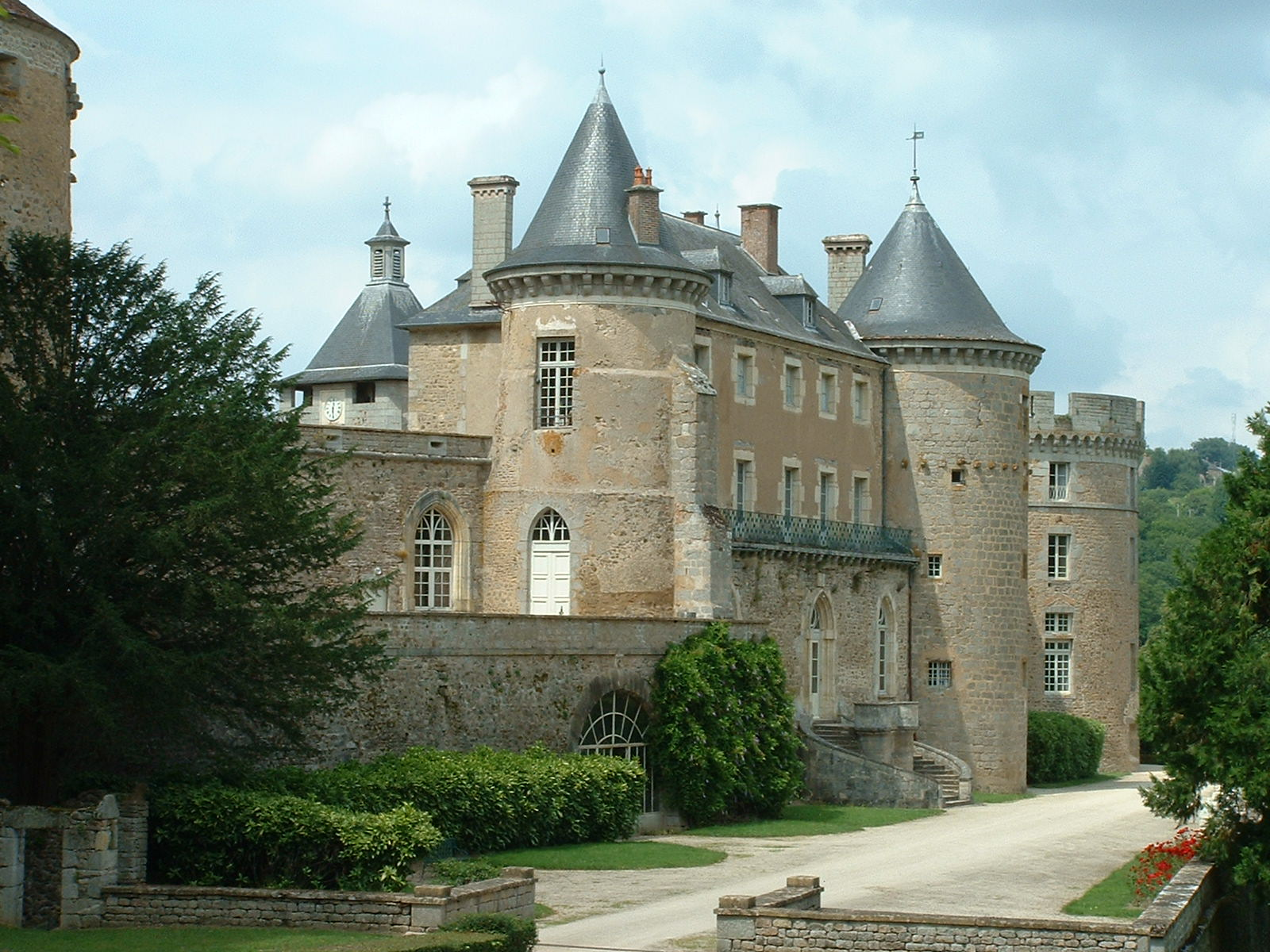
Le château de Chastellux.
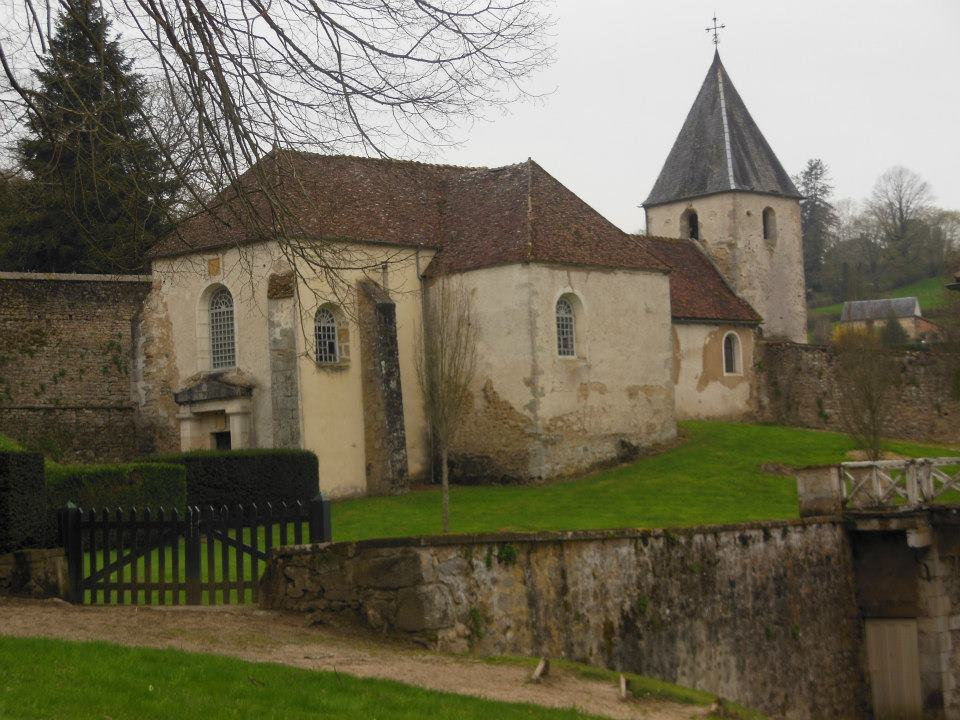
L'église Saint-Germain.
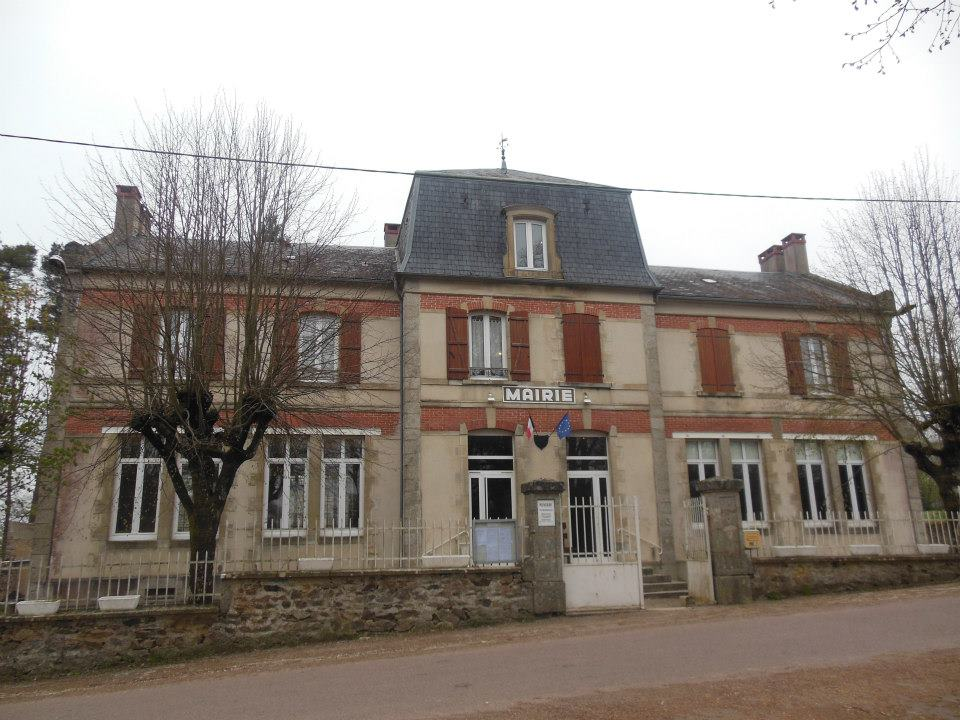
La mairie.
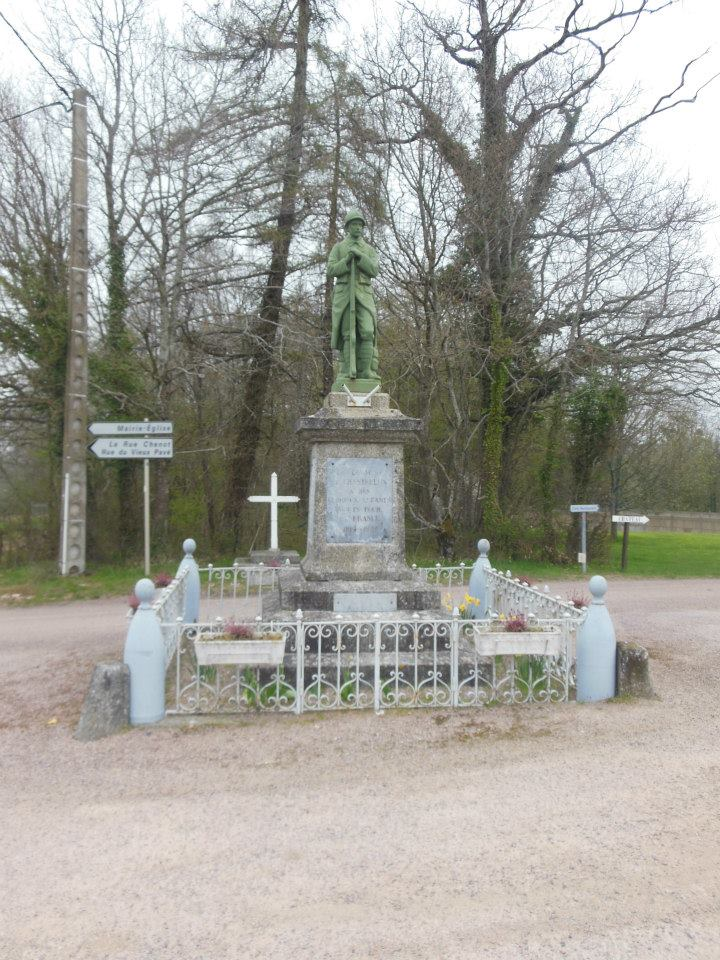
Le monument aux morts.

## Personnalités liées à la commune
- Brunehilde, reine d'Austrasie ;
- Claude de Chastellux, maréchal de France ;
- François Jean de Chastellux, académicien français ;
- Madame Victoire, fille de Louis XV.